# Yasuma Takada
Yasuma Takada (Toutoumi, 27 dicembre 1883 – 2 febbraio 1972) è stato un sociologo ed economista giapponese, universalmente conosciuto per la sua power theory of economics.

## Biografia
Egli insegnò all'Università di Kyoto e fondò la Social and Economic Research (ISER) assieme al suo allievo Michio Morishima.